# Kuenringer
I Kuenringer (anche signori di Kuenring, o Chuenring(r)) furono una stirpe di ministeriales austriaca. La prima menzione documentaria risale all'anno 1132. L'ultimo Kuenringer morì nel 1594.

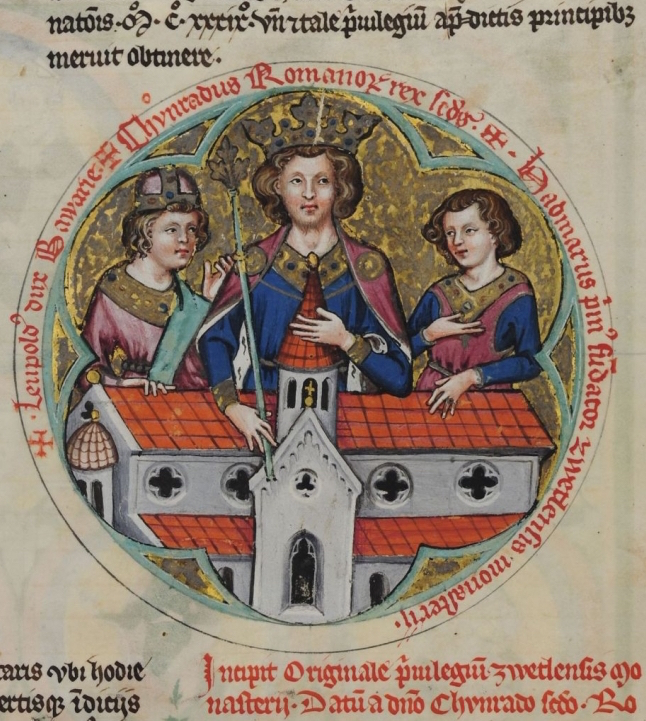
Corrado III (al centro) con Leopoldo IV di Baviera (a sinistra) e Hadmar I di Kuenring, "Bärenhaut", fol. 8v, XIV secolo.

## Storia
Dopo che Azzo di Gobatsburg, capostipite della stirpe dei Kuenringer proveniente dalla Sassonia o dalla Renania (Treviri), arrivò nell'attuale Bassa Austria nell'XI secolo nel seguito di un figlio del margravio Leopoldo I, la stirpe acquisì, secondo un documento del 29 dicembre 1056, tre Königshufen nel villaggio di Hezimaneswisa, oggi Hetzmannswiesen,  e successivamente possedimenti nel Waldviertel, Weinviertel e Wachau colonizzati dai loro cavalieri feudali e Wehrbauer. Essi giocarono un ruolo importante nello sviluppo economico e culturale del paese. Hadmar I, per esempio, fondò l'abbazia di Zwettl nel 1137 e costruì il castello ancestrale di Kühnring in quella che oggi è la città mercato di Burgschleinitz-Kühnring. C'era anche un castello dei Kuenringer a Wullersdorf nel XII secolo, e Schöngrabern era di proprietà dei Kuenringer al tempo della costruzione della chiesa romanica.
Nel XIII secolo furono in prima linea nella ribellione contro il duca Federico II di Babenberg, e furono determinanti nell'insediamento a duca del re di Boemia Ottocaro II, e più tardi si opposero ad Alberto I d'Asburgo. Intorno al 1250 si formarono le linee di Dürnstein e Weitra-Seefeld, ma dal 1355 in poi solo la linea Weitra-Seefeld continuò ad esistere e riunì l'intero dominio. I Kuenringer della linea Weitra-Seefeld erano titolari di molti feudi brandeburghesi in Austria.
Il Kuenringer si estinsero nel 1594. L'ultimo Kuenringer fu Giovanni VI Ladislao (chiamato anche Hans Lasla di Kuenring), che morì il 9 dicembre 1594 e fu sepolto nella chiesa parrocchiale di Seefeld solo il 9 aprile 1595. La sua tomba non è mai stata ritrovata. Gli eredi dei Kuenringer sono considerati i Liechtenstein, il cui stemma comprende lo “stemma di Chuenring”.
Secondo la leggenda, i "cani di Kuenring" come furono chiamati i fratelli Hadmar III ed Enrico III, furono implacabili Raubritter, ma questo è un racconto posteriore distorto.

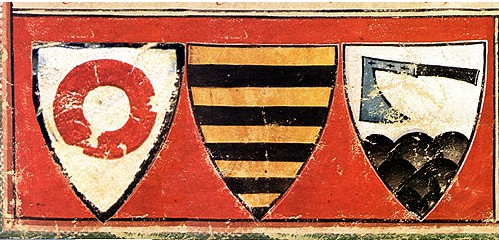
Lo stemma dei Kuenringer (circa 1310). Estratto dell'albero genealogico dei Kuenringer nel "Bärenhaut", fol. 8r.

## Stemma
Lo stemma di Kuenring più conosciuto è lo stemma ad anello, un anello rosso su sfondo argento: esso appare per la prima volta nel Zwettler Stifterbuch (intorno al 1310), denominato Bärenhaut, e viene interpretato dopo il nome Kuenring come l'anello degli audaci (Ring des Kühnen): hie habent die chuenen ditz landes an einem ring.
Tuttavia, lo stemma non è mai apparso nei sigilli dei Kuenringer nelle transazioni legali. Forse nacque come un segno secondario dall'interpretazione del nome e divenne un simbolo di legame ai Kuenring, soprattutto negli stemmi dei loro feudatari.
Per molto tempo lo stemma dei Kuenringer fu quello di Aggstein, con un'ascia di colore naturale su un manico nero sopra una montagna di pietre nere. Essi adottarono questo stemma dai signori di Aggstein o lo svilupparono sviluppato in modo dimostrativo dopo aver preso il loro dominio.
Questi stemmi furono sostituiti da uno stemma a pali: cinque pali su uno sfondo dorato, che è simile allo stemma sassone. Nel Zwettler Stifterbuch, sotto c'era scritto Sassonia: come questo stemma sia arrivato ai Kuenringer non può essere determinato esattamente, certamente non attraverso una parentela. Un'occasione potrebbe essere stata il matrimonio di Agnese, figlia del duca Leopoldo VI di Babenberg (1198-1230), con Alberto di Sassonia, in cui un Kuenringer guadagnò l'uso dello stemma a seguito di un'azione o potrebbe aver ricevuto il diritto di portare lo stemma principesco in una cerimonia solenne o in un torneo. In ogni caso, lo stemma a pali rimase lo stemma di Kuenringer più comune. I principi del Liechtenstein lo usano oggi come elemento del loro stemma, ma con l'aggiunta di un crancelino, che, come per lo stemma dei duchi, elettori e re di Sassonia, è un'aggiunta successiva e rafforza quindi la somiglianza al punto di confusione.

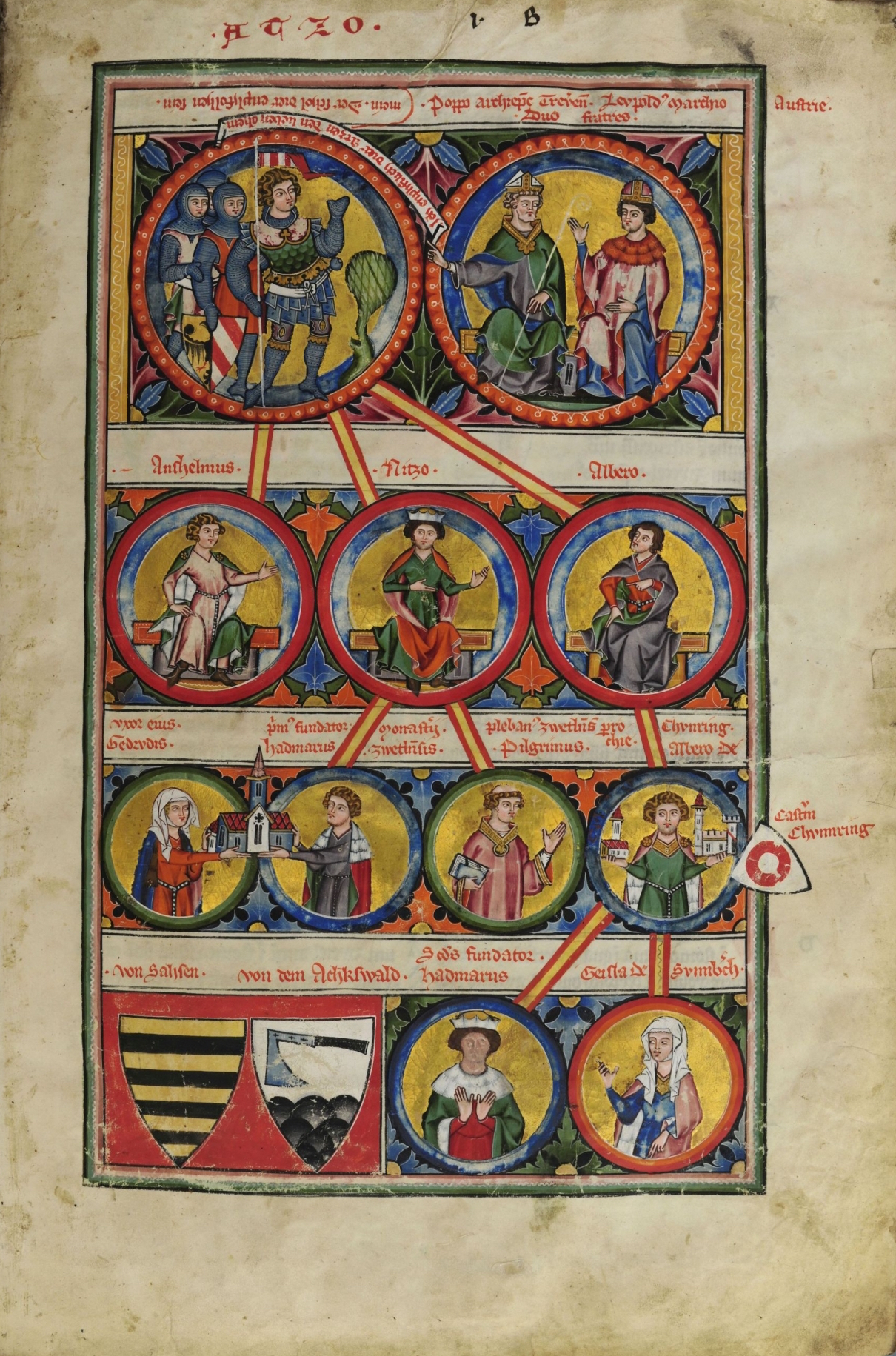
Albero genealogico dei Kuenringer, "Bärenhaut", fol. 8r (circa 1310).

## Albero genealogico
1. Azzo di Gobatsburg († 1100 circa)
  1. Anselmo (1058 circa-1137 circa)
    1. Azzo († prima del 1131)
    2. Heinrich

  2. Rizzo (anche Nizzo) († prima de l 1114) ⚭ Truta
    1. Hadmar I di Kuenring († 27 maggio 1138), senza figli
    2. Albero II († 1163 circa), senza figli
    3. Dietmaro (1098 circa- dopo il 1114), senza figli
    4. Piligrim/Pellegrino di Zwettl († 1166 circa), ecclesiastico

  3. Albero I († 1118 circa)
    1. Albero III di Kuenring (1115/18-15 agosto 1182) ⚭ Elisabetta
      1. Hadmar II di Kuenring (1135 circa- 22 luglio 1217) ⚭ circa 1170 Eufemia di Mistelbach
        1. Albero IV († dopo il 1220), ⚭ 10 novembre 1208 NN, senza figli
        2. Hadmar III di Kuenring (1180 circa-1231 circa) (cane di Kuenring)[6]
          1. Albero V di Kuenring-Dürnstein (1210/15 circa-8 gennaio 1260), capostipite della linea di Kuenring-Dürnstein ⚭ 1240 Gertrude di Wildon
            1. Leutold I di Kuenring-Dürnstein (1243-18 luglio 1312) ⚭ I 1269 circa Agnese di Feldsberg († 1 settembre 1299) ⚭ II 1300 Agnese di Asperg († 1341)
              1. Agnese (deceduta da bambina)
              2. Clara (deceduta da bambina)
              3. Giovanni (chiamato anche Jann; 1302-febbraio 1348) ⚭ Agnese di Maissau
                1. Leutoldo III († 4 agosto 1355), senza figli ⚭ 1353 Alheid di Wallsee zu Drosendorf
                2. Anna († 1385) ⚭ Heidenreich di Maissau († 1381)

              4. Hadmar († 1303)
              5. Else/Elsbeth ⚭ Witigo di Landstein
              6. Agnese ⚭ Andrea di Liechtenstein
              7. Leutoldo II (1308-21 agosto 1348) ⚭ Sofia di Maissau
                1. Agnese ⚭ Federico di Wallsee († 1362)
                2. Clara ⚭ Federico di Wallsee zu Drosendorf e Pottenstein
                3. Elsbeth († 1379) senza figli ⚭ Eberardo VIII di Walsee († 1363)

            2. Albero VI (1244/45-1278), senza figli
            3. Enrico IV (VI) (1252-31 gennaio 1286), senza figli ⚭ I 1276 Alheid di Feldsberg († 1284) ⚭ II 1285 Caterina di Neuhaus

          2. Enrico II (IV) (1220-12 maggio 1293), capostipite della linea di Kuenring-Weitra-Seefeld ⚭ Cunegonda
            1. Enrico V (VII) (1241/45 circa-1281) ⚭ 1275, Elisabetta, figlia illegittima del re di Boemia Ottocaro II
              1. Hadmar VII († 1303), senza figli
              2. Enrico VI (VIII) Pulko († dopo il 1340) ⚭ Maria
                1. Anna

              3. Cunegonda

            2. Albero VII (1270 circa-1342) ⚭ I 1297 Agnese di Capellen († 1318) ⚭ II 1320 circa Herburgis di Pettau
              1. Giovanni II († 26 gennaio 1349) ⚭ 1345 Anna di Wallsee zu Enns († 1368)
                1. Nizzo II/Neiz/Seiz/Azzo (1346/47 circa-1405), ⚭ I 1367  Margherita di Pottendorf ⚭ II Agnese di Wartenberg
                  1. Bernardo († 1396/97)
                  2. Achaz († 1425 circa) ⚭ 1407 Barbara  di Stubenberg
                    1. Achaz II († 1429 circa) ⚭ NN di Stubenberg
                    2. Giovanni/Hanns/Janns († 1446) ⚭ 1435 circa Anna di Stubenberg
                    3. Albero/Alberto († 1444) ⚭ Caterina di Leippa
                    4. Giorgio/Jörg († 1464/65) ⚭ I Magdalena di Volkersdorf ⚭ II Barbara di Kreig
                      1. Baldassarre (1445 circa-1500 circa) ⚭ I 1465 circa Elsbeth di Liechtenstein-Murau ⚭ II Barbara di Montfort
                        1. Giorgio II († prima del 1500)
                        2. Giovanni IV (1481-28 aprile 1513) ⚭ 1501 Anna di Zelking zu Weinberg
                          1. Guglielmo († 6 ottobre 1541) ⚭ I 1532 Salome di Roggendorf ⚭ II Sibilla di Fugger (⚭ II 1534 Guglielmo di Puchheim)
                            1. Elisabetta

                          2. Marquard († 1571) ⚭ I Elisabetta di Starhemberg († 1556) ⚭ II 1557 Caterina di Polheim
                            1. Giovanni V
                            2. Albero IX († 1589) ⚭ I Barbara di Scherfenberg zu Hochenwang ⚭ II Barbara di Rottenburg
                              1. Giorgio
                              2. Elisabetta († 1591)

                            3. Azzo III
                            4. Anna
                            5. Giuliana
                            6. Rosina
                            7. Maximiliana
                            8. Elisabetta
                            9. Giovanni VI Ladislauo/Hanns Lasla († 9 dicembre 1594) ⚭ 1579/80 Maria Salome di Polheim ⚭ II 1598 Günter di Goltz
                              1. Giovanni VII († 1590)

                            10. Maria Magdalena ⚭ Hanns di Zinzendorf

                          3. Cristoforo († 1542) ⚭ Caterina di Boskoviz
                            1. Margherita

                          4. Baldassarre II († 1547) ⚭ Anastasia di Zelking
                          5. Floriano († 17 giugno 1534)

                        3. Anna († 1510) ⚭ Volfango di Kreig
                        4. Erentrude ⚭ 1504 Giacomo di Clement

                      2. Amalia ⚭ Hanns di Kranichberg

                    5. Ursula

                  3. Agnese ⚭ 1408 Giovanni II di Liechtenstein-Nikolsburg
                  4. Agnese ⚭ Hanns di Neiperg

                2. Elsbeth ⚭ 1363 Otto di Kiau

            3. Hadmar VI († 1271 circa)
            4. Adelaide († 1281) ⚭ Wulfing di Kiau
            5. Maria († 1320) ⚭ I Reinbert/Reinprecht di Ebersdorf († 1288) ⚭ II 1289 Eberardo II di Wallsee

          3. Gisela († prima del 1270) ⚭ Schetscho di Budevice

        3. Enrico I (III) (1185 circa–1233) (cane di Kuenring)[6] ⚭ Adelaide di Falkenstein–Neuburg
          1. Hadmar IV (1205/08 circa-1250 circa), senza figli
          2. Enrico III (V) (1205/08 circa-1241 circa), senza figli
          3. Offemia (1211/15 circa-dopo il 1283) ⚭ I 1233 Irnfrid di Hindberg († 1237) ⚭ II 1238/39 Rodolfo di Pottendorf

        4. Gisela ⚭ 10 novembre 1208 Ulrico di Falkenberg

      2. Gisela († dopo il 1192) ⚭ Leutwin di Sunnberg († 1190/92)

    2. Enrico I (di Zebing) († dopo il 1160)
    3. Enrico II (di Guntramsdorf) († 1177 circa), senza figli
    4. Rapoto di Schönberg († dopo il 1176)
      1. Rapoto II
      2. Hadmar

    5. Ottone di Purchartstorf († dopo il 1183)
      1. Rapoto
      2. Enrico

## Edifici
- Torre di avvistamento e torre di segnalazione a Kirchberg am Walde nella Bassa Austria

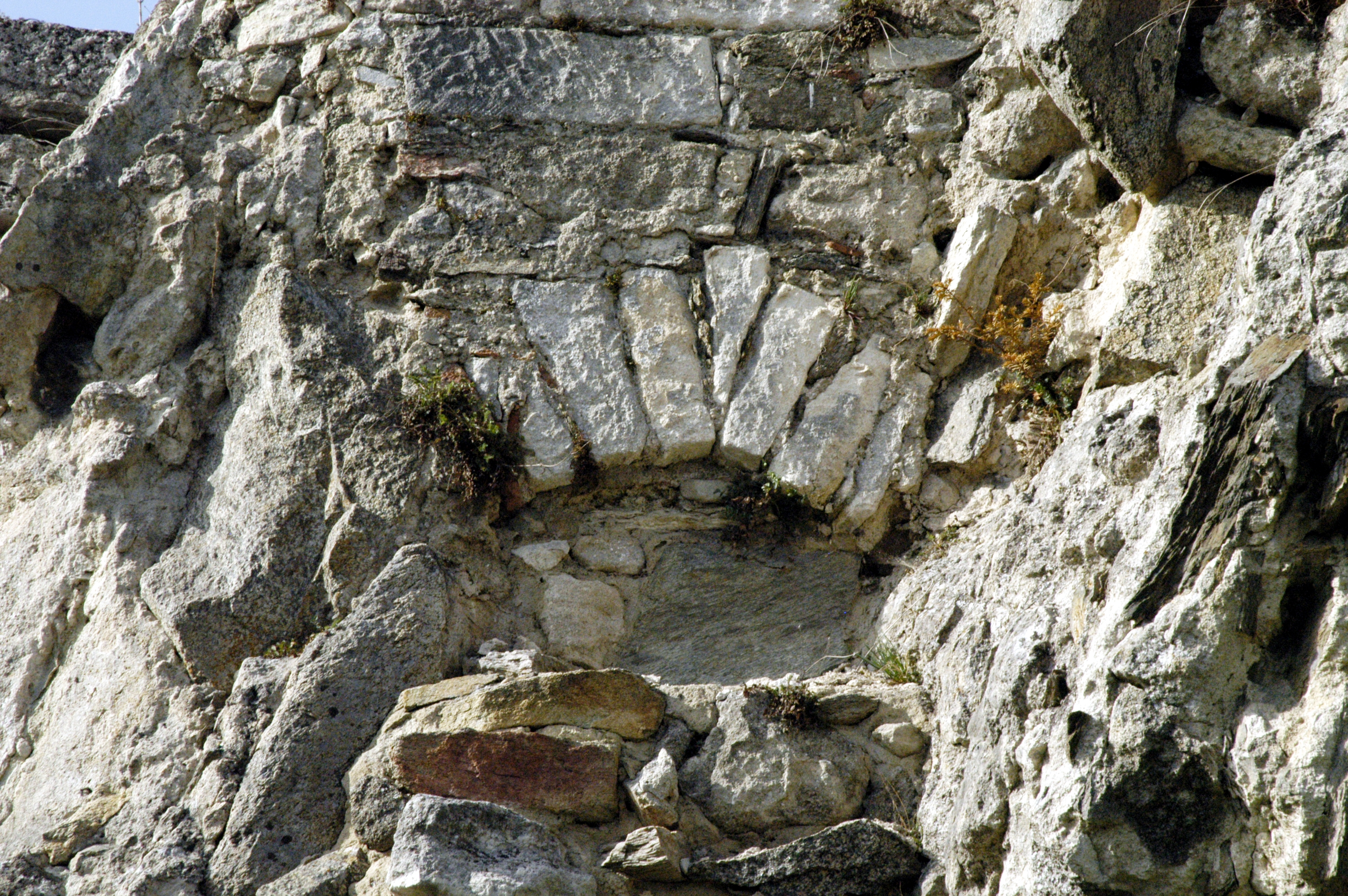
Resti murari del castello di famiglia
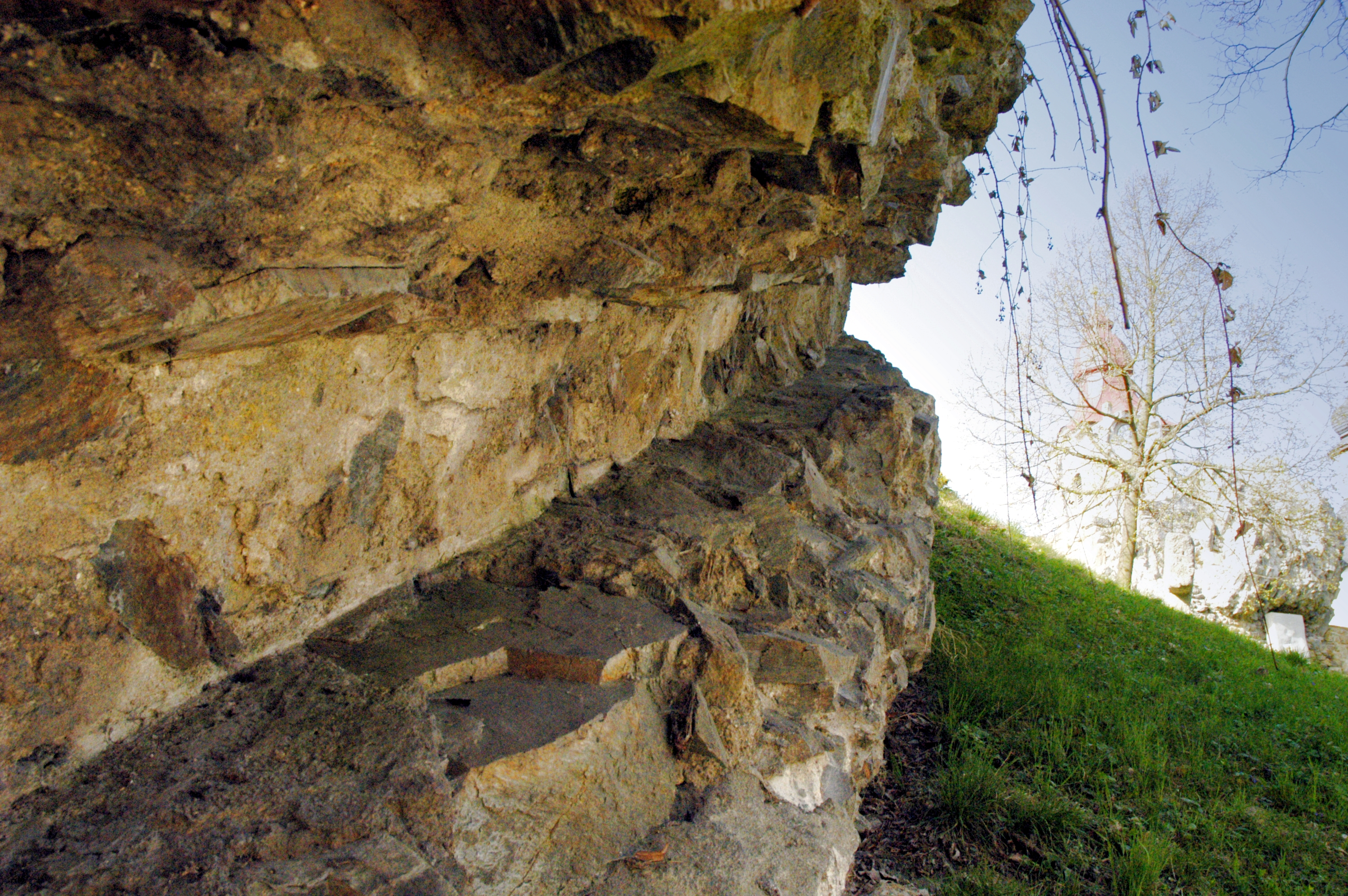
Resti del castello di Kühnring
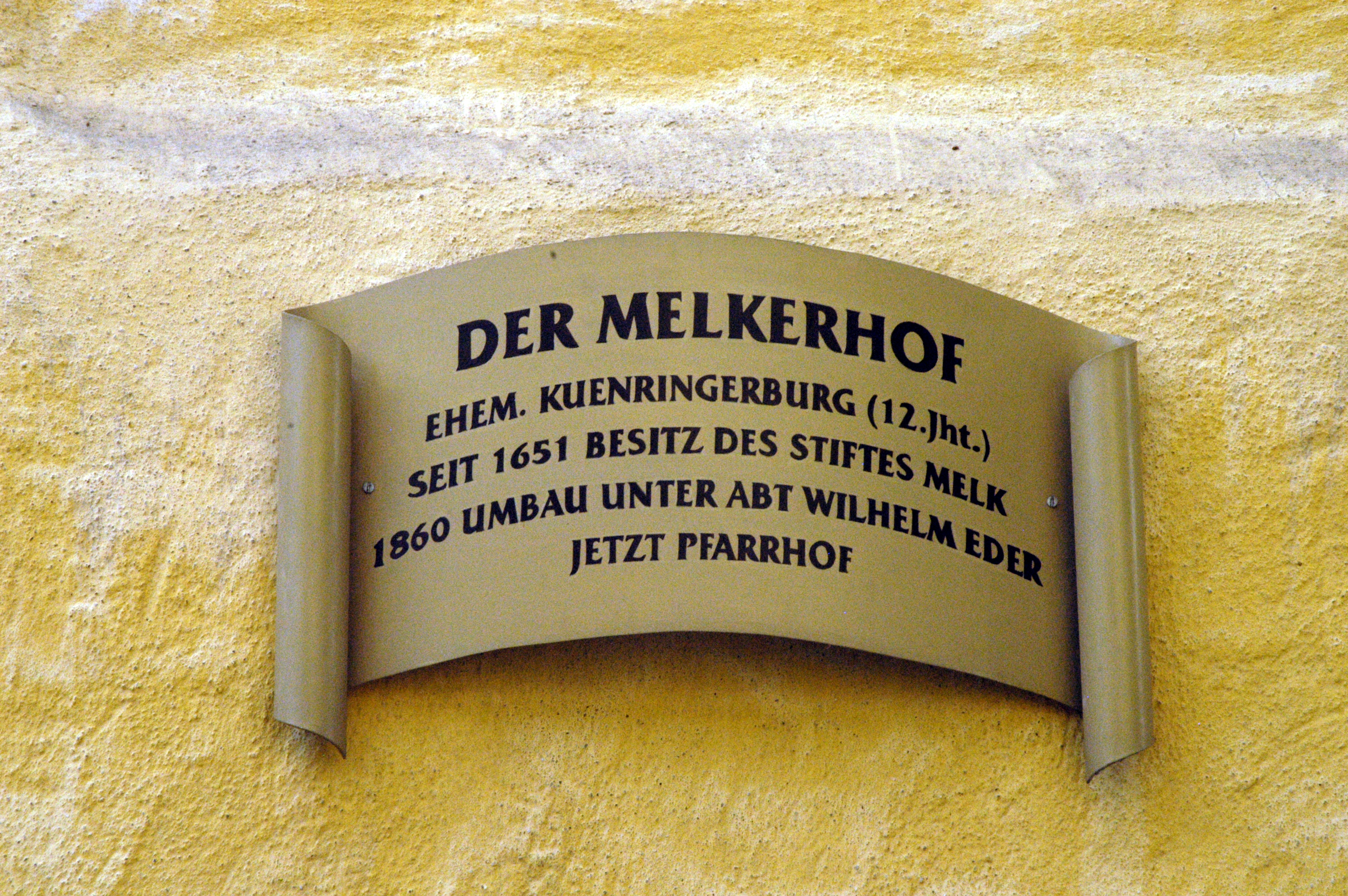
Targa nella canonica di Wullersdorf